# Franziska Steinhaus
Franziska Steinhaus (* 9. Dezember 1993 in Bremen) ist eine deutsche Schauspielerin.

## Biografie
Steinhaus absolvierte von 2016 bis 2019 ihre Schauspielausbildung im Schauspielstudio Frese in Hamburg. Sie wirkte als Schauspielerin bislang in mehreren Filmen und Fernsehserien mit. Seit 2020 betreibt sie ein mobiles Kindertheater. Sie ist zudem als Darstellerin an verschiedenen Theatern tätig, so stand sie unter anderem auch am Theater Bremen beispielsweise im Musical Hair auf der Bühne.
Steinhaus lebt in Bremen.

## Filmografie (Auswahl)
- 2017: Morden im Norden (Fernsehserie, 1 Folge)
- 2020: SOKO Wismar (Fernsehserie, 1 Folge)
- 2022: Alles was zählt (Fernsehserie)
- 2023: Notruf Hafenkante (Fernsehserie, 1 Folge)
- 2023: SOKO Leipzig (Fernsehserie, 1 Folge)